# 线叶黑三棱
线叶黑三棱（学名：Sparganium angustifolium）为黑三棱科黑三棱属下的一个种。

## 扩展阅读
維基物種上的相關：线叶黑三棱